# Los fusiladitos
Los fusiladitos es un filme documental argentino producido en 2003 y estrenado el 19 de agosto de 2004. Fue dirigido por Cecilia Miljiker y protagonizado por Malena Solda y la participación de Carlos Portaluppi. Esta película fue producida con el apoyo de la Universidad del Cine, Argentina.

## Argumento
Documental sobre los fusilamientos de José León Suárez, con guía de la novela Operación Masacre de Rodolfo Walsh. A lo largo del film se compara la investigación que hizo el escritor con la que la directora realiza. El documental comienza en Nueva York y alterna sus espacios entre esa ciudad y Buenos Aires. Paralelamente al relato y la recomposición de los sucesos, se hace una recomposición histórica de la situación de Argentina entre 1956 y 1973, época que fue el telón de fondo de la historia de los fusilamientos. Un período de persecuciones, prisión y exilios, exilios que la periodista compara con el suyo.

## Comentarios y análisis
Durante el rodaje se realizaron encuentros con Enriqueta Muñiz (la asistente de Walsh durante la investigación de los hechos de José León Suárez), con Héctor Benavides, uno de los sobrevivientes, su esposa María Luisa y otras personas relacionadas con este hecho histórico. 
Vale destacar el encuentro final en Nueva York, en el MOMA (Museum of Modern Art), en la exposición llamada “Open Ends” dedicada a la relación entre el arte y su función para conservar la memoria de los pueblos. Fue viendo esa exposición del Museo, que la directora encuentra lo que buscaba con su documental: su afán por recuperar la Historia, el pasado.
En 1955, un grupo de militares derroca al gobierno de Juan Domingo Perón. En junio del año siguiente, un grupo de militares y civiles intenta rebelarse para recobrar la democracia perdida. La rebelión fracasa y doce de ellos son masacrados a tiro de pistola secretamente por el gobierno militar en un basural de la localidad de José León Suárez. Meses más tarde aparecen cinco “fusilados que viven”. En el momento que se realizó el documental, uno de ellos aún vivía  y da su testimonio en el film.
Este documental trata sobre los fusilamientos de José León Suárez pero también sobre los problemas, dudas e interrogantes que le surgen a la realizadora durante la investigación y el rodaje del mismo. Finalmente, es una reflexión sobre el fenómeno peronista y la historia de la Argentina entre los años 1956 y 1973. 

## Ficha técnica
- Título: Los fusiladitos
- Año de producción: 2003
- Género: Documental
- Duración: 57 min.
- Fecha de estreno: 19 de agosto de 2004

- Dirección y guion: Cecilia Miljiker
- Intérpretes:
  - Malena Solda
  - Carlos Portaluppi

- Fotografía: Diego Echave
- Sonido: Julián Catz
- Montaje: Cecilia Miljiker
- Productores: Cecilia Miljiker y Universidad del Cine